# Педру Мартінш
Педру Мартінш (порт. Pedro Martins, нар. 17 липня 1970, Фейра) — португальський футболіст, що грав на позиції півзахисника. По завершенні ігрової кар'єри — тренер. З 2022 року очолює тренерський штаб команди «Аль-Гарафа».

## Ігрова кар'єра
Народився 17 липня 1970 року в місті Фейра. Вихованець місцевої футбольної школи клубу «Фейренсі». Дорослу футбольну кар'єру розпочав 1988 року в основній команді того ж клубу, в якій провів шість сезонів, взявши участь у 174 матчах чемпіонату.
У 1994 році Мартінш підписав контракт з «Віторією» (Гімарайнш). У першому і єдиному сезоні в клубі він забив п'ять голів, допомагаючи клубу фінішувати на четвертому місці і здобути кваліфікацію до Кубку УЄФА на наступний сезон.
Влітку 1995 року Педру приєднався до столичного «Спортінга» разом з товаришем по команді Педру Барбозою. Мартінш відіграв за лісабонський клуб наступні три сезони своєї ігрової кар'єри. Більшість часу, проведеного у складі «Спортінга», був основним гравцем команди і саме тут виграв свій єдиний трофей як футболіст — Суперкубок Португалії 1995 року.
1998 року Мартінш перейшов у «Боавішту», де так і не став основним гравцем, через що наступного року став гравцем «Санта-Клари», але ця команда за підсумками першого ж сезону 1999/00 вилетіла з вищого дивізіону, після чого Педру перебрався до «Алверки». 2002 року ця команда теж вилетіла з Прімейри, втім цього разу Мартінш залишився в команді, допомігши їй з першої спроби повернутись в елітний дивізіон, де незабаром і завершив професійну ігрову кар'єру у 2004 році.

## Виступи за збірні
29 березня 1997 року провів свою єдину гру у складі національної збірної Португалії, відігравши другий тайм гри відбору на чемпіонат світу 1998 року проти Північної Ірландії (0:0).

## Кар'єра тренера
Розпочав тренерську кар'єру працюючи асистентом в клубах «Віторія» (Сетубал), «Порту» і «Белененсеш», а 2006 року очолив тренерський штаб клубу третього португальського дивізіону «Уніан-де-Ламаш», де пропрацював з 2006 по 2007 рік. Після цього працював в інших нижчолігових португальських клубах «Лузітанія» та «Ешпінью».
2010 року став головним тренером дублюючої команди «Марітіму», а вже за кілька місяців у вересні того ж року очолив основну команду після звільнення нідерландця Мітчелла ван дер Гага. Мартінш тренував клуб з Фуншала чотири роки. Найвищим результатом Педру з командою стала п'ята позиція в сезоні 2011/12, що дозволила команді вийти до третього кваліфікаційного раунду Ліги Європи. Пройшовши грецький «Астерас» та грузинську «Ділу» клуб вперше в історії потрапив до групового етапу єврокубка. У квітні 2014 року Мартінш оголосив, що залишить свій пост 30 червня.
Згодом протягом 2014—2016 років очолював тренерський штаб клубу «Ріу-Аве». З цією командою Мартінш також кваліфікувався до Ліги Європи, зайнявши 6-те місце у сезоні 2015/16, але 17 травня 2016 року оголосив, що не буде продовжувати роботу в клубі.
23 травня 2016 року Мартінш підписав дворічний контракт з «Віторією» (Гімарайнш), за яку раніше виступав як гравець. У першому сезоні 2016/17 клуб закінчив на четвертому місці і автоматично кваліфікувався до групового етапу Ліги Європи, а також дійшов до фіналу Кубка Португалії, де його підопічні програли «Бенфіці». Втім у другому сезоні результати були значно гірші і у лютому 2018 року він вирішив піти через незадовільні результати.
9 квітня 2018 року Педру Мартінш очолив грецький «Олімпіакос», підписавши контракт до червня 2020 року. Його робота в «Олімпіакосі» почалась з рекорду, після того як він став першим і єдиним тренером, який залишився непереможним у перших п'яти єврокубкових іграх команди.

## Досягнення

### Як гравця
- Володар Суперкубка Португалії: 1995

### Як тренера
- Фіналіст Кубка Португалії: 2016/17
- Фіналіст Суперкубка Португалії: 2014, 2017
- Чемпіон Греції: 2019/20, 2020/21, 2021/22
- Володар Кубка Греції: 2019/20
- Володар Кубка Еміра Катару: 2025